# Castelo de Monóvar

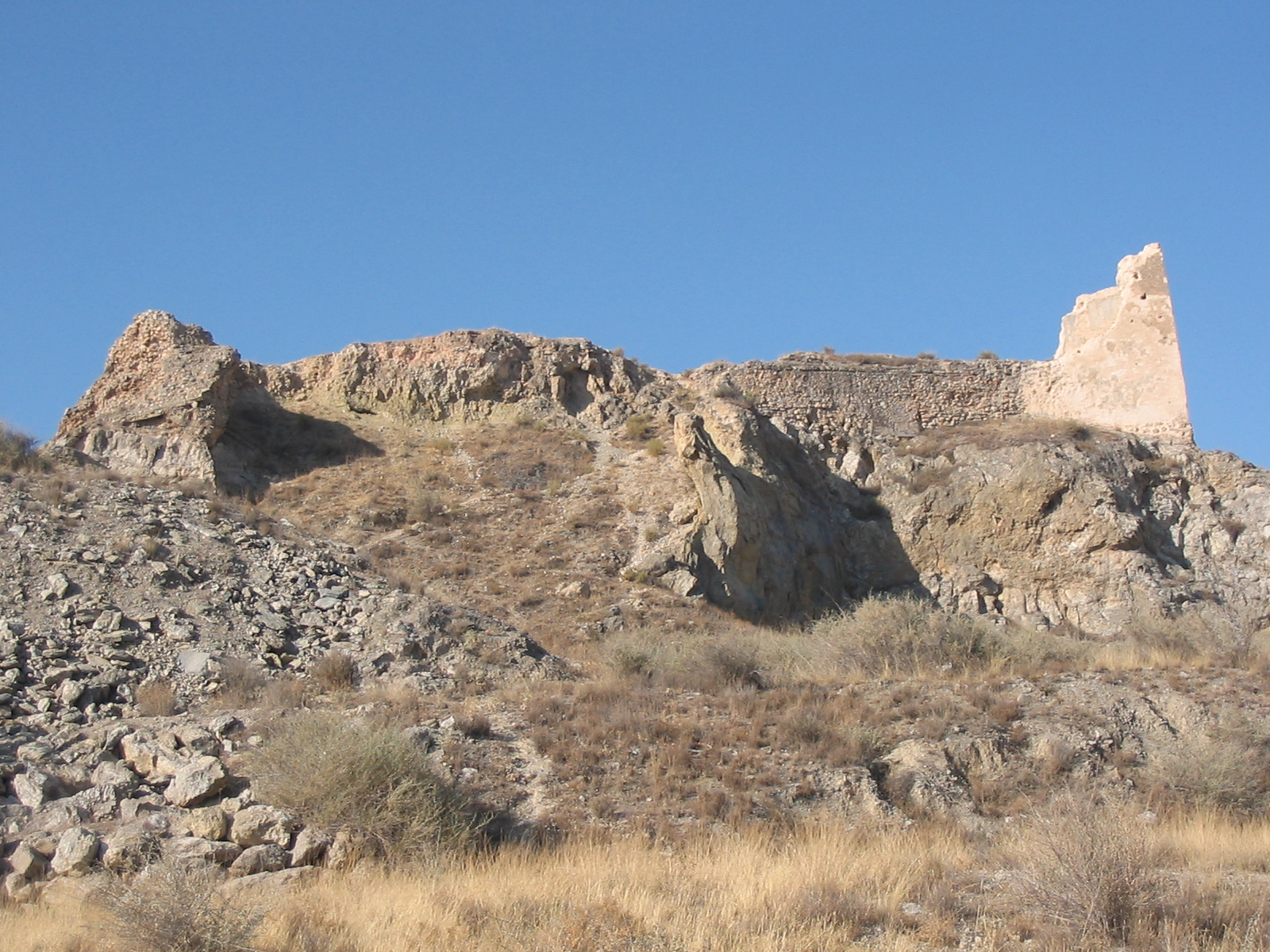
Castelo de Monóvar, Espanha.

O Castelo de Monóvar localiza-se no município de Monóvar, província de Alicante, na comunidade autónoma da Comunidade Valenciana, na Espanha.
Ergue-se no alto de uma colina, em posição dominante, a Nordeste, sobre a povoação. Em situação estratégica privilegiada, dominava a rede de fortificações que guarnecia o rio Vinalopó (os castelos e a torre de Elda e o Castelo de Petrer), assim como a via de comunicação Pinoso-Jumilla, saída natural até Múrcia e a Andaluzia.

## História
O castelo remonta a uma fortificação muçulmana, erguida pelo Califado Almóada entre o fim do século XII e o início do século XIII.
Após a Reconquista cristã da região, foi utilizado até ao início do século XVII.
Actualmente encontra-se em ruínas, conservando apenas parte de uma das torres, recentemente restaurada. Observam-se ainda alguns troços da muralha e os restos de outra torre, de menores dimensões, na face Norte.
As campanhas arqueológicas promovidas na colina onde o castelo se ergue recuperaram vestígios da Idade do Bronze, fragmentos de cerâmica almóada dos séculos XII e XIII, uma peça de joalheria do século XV ou XVI, além de fragmentos de cerâmica do século XIV em diante.

## Características
O castelo apresenta planta irregular, aproximadamente triangular. Ao centro ergue-se a torre de menagem, onde se abria uma cisterna.